# 五島市立緑丘小学校
五島市立緑丘小学校（ごとうしりつ みどりがおかしょうがっこう）は、長崎県五島市木場町にある公立小学校。略称は「緑小」（りょくしょう/みどりしょう）。

## 概要
歴史
1956年（昭和31年）に設置された「福江市立福江小学校第二校舎」を前身とする。1957年（昭和32年）に「緑丘分校」に改称後、1958年（昭和33年）に「福江市立緑丘小学校」として独立した。2013年（平成25年）に独立55周年（創立58周年）を迎えた。
校章
中央に校名の「緑小」の文字（縦書き）を置いている。
校歌
作詞は風木雲太郎、作曲は山口健作による。歌詞は1番のみで、校名の「緑丘」が2回登場する。
校区
住所表記で五島市の後に「福江町（福江小学校区を除く）、松山町（福江小学校区を除く）、大荒町（福江小学校区を除く）、木場町（福江小学校区を除く）、吉久木町、籠淵町」が続く地区。
中学校区は五島市立福江中学校

## 沿革
前史
- 1931年（昭和6年）4月 - 福江女児尋常高等小学校が福江尋常高等小学校に統合され、「 福江尋常高等小学校 第二校舎」となる。
- 1941年（昭和16年）4月1日 - 国民学校令の施行により、「福江町国民学校 第二校舎」となる。
- 1947年（昭和22年）
  - 4月1日 - 学制改革（六・三制の実施）により、「福江町立福江小学校 第二校舎」となる。
- 1948年（昭和23年）- 第二校舎9教室が福江町立福江中学校に貸与される。
- 1951年（昭和26年）1月 - 福江中学校が移転し、貸与を終了。

正史
- 1956年（昭和31年）11月1日 -　「福江市立福江小学校 第二校舎」が設置される（再設置）。児童502名、学級数9。
- 1957年（昭和32年）4月1日 - 「福江市立福江小学校 緑丘分校」に改称。
- 1958年（昭和33年）
  - 4月1日 - 福江市立福江小学校から分離し、「福江市立緑丘小学校」として独立。児童数670名、学級数15。初代校長は西野岩次。
    - 教室不足のため2年・3年・4年で圧縮二部授業を実施。
    - 学年担任制を実施。

  - 6月 - 普通教室6を増築し、圧縮二部授業を解消。
- 1959年（昭和34年）3月 - アコウ樹が植樹される。以後シンボルツリーとなる。
- 1960年（昭和35年）4月 - 教室不足のため、1年・2年・4年において圧縮授業を実施。
- 1961年（昭和36年）3月 - 普通教室3などを増築。
- 1963年（昭和38年）6月 - へき地集会室が完成。
- 1966年（昭和41年）3月 - 普通教室4・特別教室2を増築。
- 1967年（昭和42年）9月 - 校内テレビ放送を開始。
- 1968年（昭和43年）4月1日 - 特殊学級を設置。
- 1969年（昭和44年）10月 - 普通教室4・特別教室5・職員室を増築。
- 1971年（昭和46年）4月 - 校門前に交通信号機が設置される。
- 1977年（昭和52年）4月 - 普通教室2・特別教室2・校長室・職員室を増築。旧職員室を改造し集中下足管理室を設置。
- 1980年（昭和55年）
  - 1月 - 校旗を制定。
  - 4月 - 児童総数1,122名。
- 1981年（昭和56年）3月 - 新体育館が完成。
- 1982年（昭和57年）3月 - 運動場を拡張。
- 1984年（昭和59年）7月 - 交通少年団を結成。
- 1985年（昭和60年）3月 - 特別教室4・普通教室2を増築。
- 1989年（平成元年）3月 - 校舎の大規模改造工事を実施。
- 1991年（平成3年）7月 - 給食センター調理・配送方式による完全給食を開始。
- 2004年（平成16年）8月1日 - 市町村合併により、「五島市立緑丘小学校」（現校名）へ改称。

## 交通アクセス
最寄りのバス停
- 五島自動車（五島バス）「寺山」バス停

最寄りの道路
- 国道384号「馬責馬場」交差点

## 周辺
- 長崎県立五島高等学校
- 長崎県立五島海陽高等学校
- 五島市立福江中学校
- 五島市立福江小学校
- 五島市役所
- 福江武道館
- 長崎県五島振興局
- 福江郵便局
- JAごとう福江支所

## 参考資料
- 「福江市史 上巻」（1995年（平成7年）3月31日, 福江市）第3編 教育・文化、第2章 学校教育、第2節 学校の沿革と現況 p. 360